# Ehsan Ghaem Maghami
Ehsan Ghaem Maghami (en farsi: احسان قائم مقامی); nascut l'11 d'agost de 1982), és un jugador d'escacs iranià, que té el títol de Gran Mestre des de 2000. Ha estat dotze cops Campió de l'Iran.
A la llista d'Elo de la FIDE del juliol de 2016, hi tenia un Elo de 2569 punts, cosa que en feia el jugador número 1 de l'Iran. El seu màxim Elo va ser de 2633 punts, a la llista d'abril de 2005 (posició 71 al rànquing mundial).

## Resultats destacats en competició
A finals de 2005, va participar en la Copa del món de 2005 a Khanti-Mansisk, un torneig classificatori per al cicle del Campionat del món de 2007, on tingué una mala actuació i fou eliminat en primera ronda per Ievgueni Naier.
El 2007, fou sisè al fort Festival d'escacs d'Abu Dhabi (els guanyadors foren Bassem Amin i Aixot Anastassian). El 2008 empatà al primer lloc a l'obert de Dubai amb Wesley So (campió per desempat), Merab Gagunaixvili i Li Chao
El 2009, va guanyar un matx a 20 partides combinades (quatre a ritme clàssic, quatre de semi-ràpides, i dotze de ràpides) contra l'excampió del món Anatoli Kàrpov, que es va jugar sota la regla especial que les partides acabaven només en cas de mat o de taules mortes. El marcador final fou de vuit victòries per en Ghaem-Maghami, set per en Kàrpov, i cinc taules. També el 2009, fou tercer a la quarta Copa President Gloria Macapagal Arroyo a Manila, rere Anton Filippov i Nguyễn Ngọc Trường Sơn,
El 2011 fou primer al 10è torneig obert Avicenna International a Hamadan, Iran.
El setembre de 2015 fou subcampió del 12è Torneig internacional d'Avicenna amb 9 punts d'11, mig punt per derrera del campió Oleg Kornéiev.

## Rècord Guinness
El 9 de febrer de 2011 va establir un nou Guinness World Record de partides simultànies; a la Universitat Shahid Beheshti de Teheran, sobre un total de 614 partides, Ghaem-Maghami en guanyà 590, en perdé vuit, i n'entaulà 16, durant 25 hores, i recorrent uns 55 km. en moure's d'oponent a oponent. Ghaem-Maghami va dir que hauria posat el mateix zel en aconseguir batre el rècord anterior (523 rivals en 18 hores, ostentat per l'israelià Alik Gershon), fins i tot si el recòrdman no hagués estat israelià.

## Boicot a Israel
L'octubre de 2011, Ehsan Ghaem-Maghami fou expulsat del torneig internacional de Còrsega a Bastia, per refusar de jugar un matx previst contra l'israelià Ehud Sachar. Ghaem-Maghami va dir als organitzadors que no podia jugar per raons polítiques. La República Islàmica de l'Iran, que no reconeix l'existència d'Israel i fins i tot en demana regularment la destrucció, ha refusat sempre de competir en esports contra Israel.

### Participació en olimpíades d'escacs
Ghaem Maghami ha participat, representant l'Iran, en sis Olimpíades d'escacs totes les diputades a partir del 2000, (amb un total de 45½ punts de 76 partides, un 59,9%). A l'edició de 2000 hi participà sense títol, i a partir de 2002 com a GM.
| Any  | Olimpíada         | Ciutat         | Elo propi | Tauler | Partides | Guanyades | Taules | Perdudes | %     | Posició indiv. | Posició equip |
| ---- | ----------------- | -------------- | --------- | ------ | -------- | --------- | ------ | -------- | ----- | -------------- | ------------- |
| 2000 | XXXIV Olimpíada   | Istanbul       | 2493      | 1r     | 14       | 4         | 9      | 1        | 60,7% | 27             | 61            |
| 2002 | XXXV Olimpíada    | Bled           | 2511      | 1r     | 14       | 4         | 7      | 3        | 53,6% | 59             | 61            |
| 2004 | XXXVI Olimpíada   | Calvià         | 2558      | 1r     | 14       | 6         | 7      | 1        | 67,9% | 11             | 53            |
| 2006 | XXXVII Olimpíada  | Torí           | 2584      | 1r     | 13       | 3         | 9      | 1        | 57,7% | 43             | 49            |
| 2008 | XXXVIII Olimpíada | Dresden        | 2599      | 1r     | 11       | 5         | 4      | 2        | 63,6% | 41             | 40            |
| 2010 | XXXIX Olimpíada   | Khanti-Mansisk | 2594      | 1r     | 10       | 3         | 5      | 2        | 55,0% | 40             | 29            |